# Chiavari
Pour les articles homonymes, voir Chiavari (homonymie).
Chiavari est une ville italienne d'environ 27 600 habitants, située dans la ville métropolitaine de Gênes, dans la région Ligurie au Nord-Ouest de l'Italie.

## Géographie
Chiavari est située au milieu du golfe Tigullio sur la Riviera ligurienne de Levante à l'est de Gênes, sur les plaines alluvionnaires de la rivière Entella et du torrent Rupinaro.

## Toponymie
Parmi plusieurs hypothèses sur l'origine du nom, celle qui prédomine se réfère au fait que l'agglomération urbaine se trouve au débouché de quatre vallées comme clef (en latin clavis) d'accès (val Fontanabuona, valle Sturla, val Graveglia et val d'Aveto). Toutefois, clavarium est en latin un dérivé de clavus, "clou".

## Histoire
De 1805 à 1814, Chiavari fut le chef-lieu de l'arrondissement éponyme, dans le département des Apennins, créé le 6 juin 1805, dans le cadre de la nouvelle organisation administrative mise en place par Napoléon Ier en Italie et supprimé le 11 avril 1814, après la chute de l'Empire.

## Monuments et lieux d'intérêt

### Architecture religieuse
- Sanctuaire Basilique cathédrale de Chiavari.
- Église Saint-Jean le Baptiste.
- Église et monastère des Clarisses.
- Sanctuaire Saint-Antoine de Padoue, se trouve dans la rue San Francesco, côté est de la ville.
- Église paroissiale de San Giacomo di Rupinaro (Jacques de Zébédée) dans le quartier de Rupinaro.
- Sanctuaire du Sacré-Cœur des oblats de la Vierge Marie. Petite église située au début de la rue Santa Chiara.
- Sanctuaire de la Madonna dell'Olivo lieu-dit Bacezza, le long la route nationale 1 Via Aurelia.
- Église des Frati Cappuccini (frères mineurs capucins). Située en viale Tappani, dédié à saint François d'Assise. Bâtie en 1927, avec le nouveau couvent qui ramena les frères capucins à Chiavari après leur abandon forcé du complexe de Bacezza en 1866. Façade intéressante. Décoration extérieure à bandes blanches et noires à la manière génoise du XIe – XIIe siècles.
- Église paroissiale Saint-Michel-Archange, lieu-dit Ri Alto, dans une position très panoramique, avec son petit cimetière monumental. Sa communauté est présente déjà au XIIIe siècle.
- Sanctuaire de Nostra Signora delle Grazie sur la colline de Le Grazie le long la route nationale 1 Via Aurelia direction Zoagli-Rapallo. Il existait déjà au Moyen Âge et a été réédifié au XVe siècle. Il abrite une série de fresques de Teramo Piaggio et en contrefaçade un Giudizio universale du célèbre peintre d'école génoise Luca Cambiaso[2].
- Petite abbaye Saint-Antoine de Padoue des Piani di Ri. Le bâtiment, sous un pont de l'autoroute long la Via Piacenza, est complètement à l'abandon. La façade porte une inscription en marbre de 1727 qui atteste le titre de l'abbaye depuis 1695.
- Église Saint-François, aujourd'hui auditorium, sur la place Giacomo Matteotti. Après son exécration de 1797 et une longue période d'abandon, elle a été acquise par la municipalité et restaurée. En 2002, elle a été restituée à la communauté et elle est maintenant utilisée comme auditorium pour des événements culturels.

### Architecture urbaine
- Palazzo Bianco
- Palazzo Franzone
- Palazzo Gagliardo
- Palazzo Ravaschieri
- Palazzo Rivarola
- Palazzo Rocca
- Palazzo dei Portici Neri
- Palazzo Marana
- Ancien palais de justice
- Ponte della Maddalena sur la rivière Entella
- Villa Casaretto
- Colonia Fara
- Gran Caffè Defilla
- Pasticceria Copello
- Cimetière urbain monumental réalisé en 1894 sur un projet de Gaetano Moretti

### Monuments
- Monument en marbre de Giuseppe Garibaldi, du sculpteur Augusto Rivalta, sur la Place Giacomo Matteotti à côté du palais Rocca.
- Monument en bronze de Giuseppe Mazzini, du sculpteur Augusto Rivalta, sur la place du même nom.
- Monument en marbre de Victor-Emmanuel II, sur la place de la cathédrale di Nostra Signora dell'Orto de Chiavari, réalisé par le sculpteur Luigi Brizzolara dans le 1898.
- Monument en bronze à Christophe Colomb, du sculpteur Francesco Messina, daté 1935. La base est en marbre.

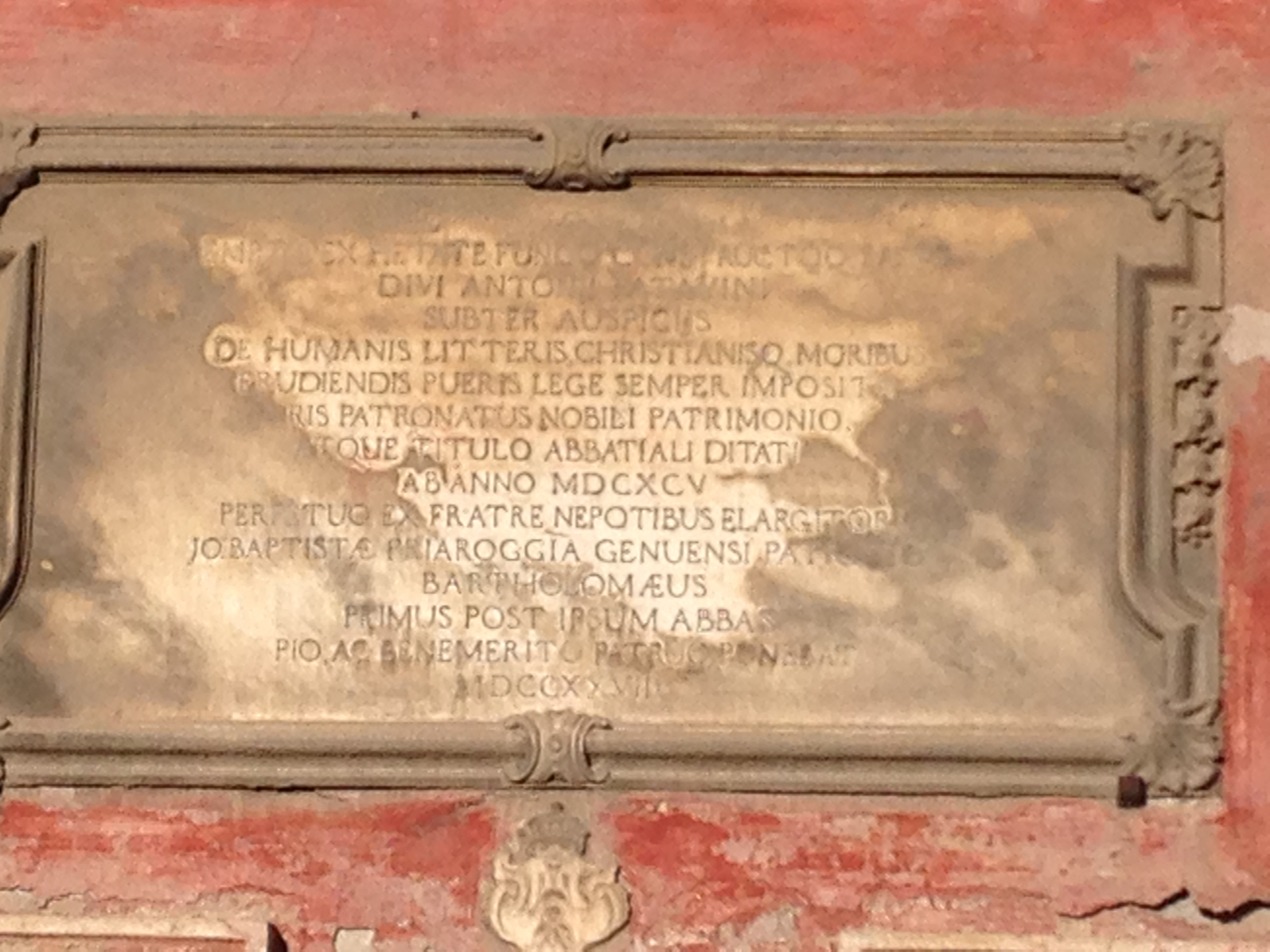
Inscription de la petite abbaye Saint-Antoine à Chiavari.

## Sport
Le principal club de football est le Virtus Entella.

## Administration
| Période                                  | Période  | Identité       | Étiquette | Qualité |
| ---------------------------------------- | -------- | -------------- | --------- | ------- |
| 11 juin 2017                             | En cours | Marco di Capua | droite    |         |
| Les données manquantes sont à compléter. |          |                |           |         |

### Hameaux
Caperana, Sampierdicanne, S.Andrea di Rovereto, Maxena, Campodonico

### Communes limitrophes
Carasco, Cogorno, Lavagna, Leivi, Zoagli

## Personnalités nées ou liées à Chiavari
- Vincenzo Costaguti (1611-1660), cardinal italien du XVIIe siècle.
- Giuseppe Gregorio Solari (Chiavari, 1737 - Gênes 1814), littérateur.
- Domenico Garibaldi (Chiavari, 1766 - 1841), père de Giuseppe Garibaldi.
- Giacomo Mazzini (Chiavari, 1767 - Genova, 1848), médecin, professeur d'anatomie et père de Giuseppe Mazzini.
- Simonetta Cerrini
- Ornella Barra (née en 1956), femme d'affaires monégasque